# Sint-Annakerk (Oud-Heverlee)
De Sint-Annakerk is een kerkgebouw in Oud-Heverlee in de Belgische provincie Vlaams-Brabant. De kerk is gelegen aan de Dorpsstraat en de Oude Pastoriestraat
. De kerk heeft een omgekeerde oriëntatie met het koor in het westen en de toren in het oosten. In het noorden, oosten en zuiden wordt de kerk omgeven door een ommuurd kerkhof.
Het gebouw bestaat uit een ingebouwde toren, een driebeukig schip met vier traveeën en een hoog en lang koor met apsis. De romaanse toren is opgetrokken in ruwe zandsteenblokken, heeft twee rondboogvormige galmgaten in iedere zijde en wordt gedekt door een tentdak. Het schip rust op vierkante pijlers van bepleisterde baksteen. De classicistische middenbeuk wordt gedekt door een zadeldak en het gewelf achter de orgelkast dateert uit 1758, maar doet ondanks het gekorniste hoofdgestel, verrijkt met cartouches en bloemmotieven denken aan de barok. De bakstenen zijbeuken hebben vier vensters die voorzien zijn van een zandstenen omlijsting uit de 18e eeuw. Mogelijk werden de muren later verlengd om de toren te omsluiten. Het koor heeft arduinen vensters naar de laat-18de-eeuwse stijl.
De kerk is de parochiekerk van het dorp en is gewijd aan Sint-Anna. Deze kerk volgt de officiële tradities van de Rooms-Katholieke Kerk.
In 1823 werd het koor herbouwd door pastoor J. Van Den Bruel.